# Apostolepis dorbignyi
Apostolepis dorbignyi este o specie de șerpi din genul Apostolepis, familia Colubridae, descrisă de Schlegel 1837. Conform Catalogue of Life specia Apostolepis dorbignyi nu are subspecii cunoscute.